# Aphelandra storkii
Aphelandra storkii  es una especie de  arbusto, perteneciente a la  familia de las  acantáceas,  es originaria de América. 

## Descripción
Son  arbustos que alcanzan los 1–3 m de alto. Las hojas son elípticas a elíptico-ovadas, de hasta 44.5 cm de largo y 13.5 cm de ancho, los márgenes serrulados a undulados; con pecíolos de 1–3 cm de largo. La inflorescencia en forma de espigas de hasta  25 cm de largo, terminales, con brácteas imbricadas, oblongo-ovadas, de hasta 25 mm de largo y 13 mm de ancho, márgenes ciliolados, enteros o con 4–6 dientes, la parte media con nectarios con 15–20 glándulas; sépalos subiguales, lanceolados, 12–17 mm de largo; corola de hasta 70 mm de largo, anaranjada; estambres exertos. Frutos claviformes, 25–28 mm de largo, glabros.

## Distribución y hábitat
Se encuentra en las pluvioselvas,  en la zona atlántica de Costa Rica.

## Taxonomía
Aphelandra storkii fue descrita por Glaz. & Mildbr. y publicado en Publications of the Field Museum of Natural History, Botanical Series 18(4): 1197. 1938.